# Tensor métrico
Em matemática, o tensor métrico é um tensor simétrico positivo-definido de ordem 2 que é usado para medir a distância em um espaço e também descrever a geometria desse espaço. Em outros termos, dado uma variedade plana, nós fazemos uma escolha do tensor (0,2) sobre os espaços tangentes à variedade. Em um ponto dado sobre a variedade, este tensor pega um par de vetores no espaço tangente ao ponto, e encontra um número real. Este conceito é exatamente como um produto pontual ou produto interno. Esta função de vetores dentro dos números reais é requerido para variar planamente de ponto à ponto.
De modo semelhante, na relatividade geral, o tensor métrico ou simplesmente métrica, transmite todas as informação sobre estrutura causal e geométrica do espaço-tempo. Usando a métrica pode-se definir noções como distâncias, volume, ângulos, passado, futuro e curvatura. Diferentemente do caso matemático, o tensor métrico da Relatividade não é positivo-definido, e corresponde ao que, em matemática, é chamado de pseudométrica.

## Definição
Uma vez que se eleja uma base local, o tensor métrico aparece como uma matriz, notada convencionalmente G (ver também métrica). A notação gij é utilizada convencionalmente para os componentes do tensor. Assim o tensor métrico g se expressa fixada uma base coordenada como:
{\displaystyle g=\sum _{i,j=1}^{n}g_{ij}\ dq^{i}\otimes dq^{j}\qquad \qquad G={\begin{pmatrix}g_{11}&g_{12}&...&g_{1n}\\g_{21}&g_{22}&...&g_{2n}\\\vdots &\vdots &\vdots &\vdots \\g_{n1}&g_{n2}&...&g_{nn}\end{pmatrix}}}
Ou mais comodamente usando o convenção de somatório de Einstein (que usaremos daqui em diante para o restante deste artigo como):
{\displaystyle g=g_{ij}\ dq^{i}\otimes dq^{j}\,}
Em física [e muito comum escrever a métrica como o quadrado do elemento de comprimento, dado que o tensor é simétrico a notação física é equivalente à notação anterior:
{\displaystyle ds^{2}=g_{ij}\ dq^{i}dq^{j}\,}

## Comprimento, ângulo e volume
O comprimento de um segmento de uma curva dada parametrizada por {\displaystyle t\,}, desde {\displaystyle a\,} até {\displaystyle b\,}, é definido como:
{\displaystyle L=\int _{a}^{b}{\sqrt {g_{ij}{\dot {q}}^{i}{\dot {q}}^{j}}}\ dt}
O ângulo entre dois vetores U e V (ou entre duas curvas cujos vetores tangentes U e V ) é definido como:
{\displaystyle \cos \theta ={\frac {g_{ij}U^{i}V^{j}}{\sqrt {\left|g_{ij}U^{i}U^{j}\right|\left|g_{ij}V^{i}V^{j}\right|}}}}
O n-volume de uma região R de uma variedade de dimensão n vem a ser dado pela integral estendida desta região da n-forma de volume:
{\displaystyle V_{R}=\int _{R}{\sqrt {|g|}}\ dq^{1}\land dq^{2}\land ...\land dq^{n}}
Para calcular o tensor métrico de um conjunto de equações que relacionam o espaço com o espaço cartesiano (gij = ηij: ver delta de Kronecker para mais detalhes), calcula-se o jacobiano do conjunto de equações, e multiplica-se o (produto exterior) transposto desse jacobiano pelo jacobiano.
{\displaystyle G=J^{T}J\,}

## Exemplos de métricas euclidianas
Uma métrica euclidiana não é outra coisa que uma métrica arbitrária definida sobre um espaço euclidiano. Um espaço métrico é euclidiano se no tensor de curvatura é identicamente nulo em todo o espaço. Quando se usam coordenadas cartesianas em um espaço euclidiano as componentes do tensor tensão são constantes e, portanto, os símbolos de Christoffel são também nulos. Porém, em muitos problemas convém usar outro tipo de coordenadas, como por exemplo as coordenadas polares, cilíndricas ou esféricas, e neste caso ainda quando o espaço é euclidiano as componentes do tensor métrico expresso nestas coordenadas não são constantes, e os símbolos de Christoffel não se anulam. A seguir são apresentadas alguns exemplos de coordenadas frequentes.
Os sistemas de coordenadas ortogonais são caracterizados porque nesses o tensor métrico tem uma forma diagonal. A seguir são apresentadas exemplos de métricas para um espaço euclidiano, o fato de que o espaço é localmente euclidiano se reflete em que no tensor de curvatura calculado para todas as métricas que seguem é identicamente nulo.

### Coordenadas cartesianas
Dado um tensor métrico euclidiano em duas dimensões, dado em coordenadas cartesianas {\displaystyle \scriptstyle (u^{1},u^{2})=(x,y)}:
{\displaystyle G={\begin{bmatrix}1&0\\0&1\end{bmatrix}}}
Dado que {\displaystyle g_{11}\ =g_{22}\ =1} e {\displaystyle g_{12}\ =g_{21}\ =0}.
O comprimento de uma curva C parametrizada mediante o parâmetro t é reduzido à fórmula familiar do cálculo (teorema de Pitágoras):
{\displaystyle L_{C}=\int _{C}{\sqrt {\sum _{i,j}g_{ij}dq^{i}dq^{j}}}=\int \limits _{t_{1}}^{t_{2}}{\sqrt {\sum _{i,j}g_{ij}{\frac {dq^{i}}{dt}}{\frac {dq^{j}}{dt}}}}\ dt}
{\displaystyle L_{C}=\int \limits _{t_{1}}^{t_{2}}{\sqrt {1{\frac {dq^{1}}{dt}}{\frac {dq^{1}}{dt}}+0{\frac {dq^{1}}{dt}}{\frac {dq^{2}}{dt}}+0{\frac {dq^{1}}{dt}}{\frac {dq^{2}}{dt}}+1{\frac {dq^{2}}{dt}}{\frac {dq^{2}}{dt}}}}\ dt=\int \limits _{t_{1}}^{t_{2}}{\sqrt {\left({\frac {dq^{1}}{dt}}\right)^{2}+\left({\frac {dq^{2}}{dt}}\right)^{2}}}dt}
que também pode ser escrito como
{\displaystyle L_{C}=\int _{t_{1}}^{t_{2}}{\sqrt {\left({\frac {dx}{dt}}\right)^{2}+\left({\frac {dy}{dt}}\right)^{2}}}\ dt=\int \limits _{C}{\sqrt {\left(dq^{1}\right)^{2}+\left(dq^{2}\right)^{2}}}=}

### Coordenadas polares
Coordenadas polares: {\displaystyle (q^{1},q^{2})=(r,\phi )}
{\displaystyle G={\begin{bmatrix}1&0\\0&(q^{1})^{2}\end{bmatrix}}={\begin{bmatrix}1&0\\0&r^{2}\end{bmatrix}}}
{\displaystyle L=\int \limits _{a}^{b}{\sqrt {g_{11}{\text{d}}q^{1}{\text{d}}q^{1}+g_{22}{\text{d}}q^{2}{\text{d}}q^{2}}}}
{\displaystyle L=\int _{a}^{b}{\sqrt {{\text{d}}r^{2}+r^{2}({\text{d}}\phi )^{2}}}}

### Coordenadas cilíndricas
Coordenadas cilíndricas: {\displaystyle (q^{1},q^{2},q^{3})=(r,\phi ,z)}
{\displaystyle G={\begin{bmatrix}1&0&0\\0&r^{2}&0\\0&0&1\end{bmatrix}}={\begin{bmatrix}1&0&0\\0&(q^{1})^{2}&0\\0&0&1\end{bmatrix}}}
{\displaystyle L=\int \limits _{a}^{b}{\sqrt {g_{11}{\text{d}}q^{1}{\text{d}}q^{1}+g_{22}{\text{d}}q^{2}{\text{d}}q^{2}+g_{33}{\text{d}}q^{3}{\text{d}}q^{3}}}}
{\displaystyle L=\int _{a}^{b}{\sqrt {({\text{d}}r)^{2}+r^{2}({\text{d}}\phi )^{2}+({\text{d}}z)^{2}}}}

### Coordenadas esféricas
Coordenadas esféricas: {\displaystyle (q^{1},q^{2},q^{3})=(r,\theta ,\phi )}
{\displaystyle G={\begin{bmatrix}1&0&0\\0&(q^{1})^{2}&0\\0&0&(q^{1}\sin q^{2})^{2}\end{bmatrix}}={\begin{bmatrix}1&0&0\\0&r^{2}&0\\0&0&r^{2}\sin ^{2}\theta \end{bmatrix}}}
{\displaystyle L=\int \limits _{a}^{b}{\sqrt {g_{11}{\text{d}}q^{1}{\text{d}}q^{1}+g_{22}{\text{d}}q^{2}{\text{d}}q^{2}+g_{33}{\text{d}}q^{3}{\text{d}}q^{3}}}}
{\displaystyle L=\int _{a}^{b}{\sqrt {({\text{d}}r)^{2}+r^{2}({\text{d}}\theta )^{2}+r^{2}\sin ^{2}\theta ({\text{d}}\phi )^{2}}}}

## Exemplos de métricas não euclidianas
Todos os exemplos anteriores estão associados a métricas euclidianas, caracterizadas pelo fato de que o tensor de curvatura é anulado identicamente em todos os pontos.

### Métricas não euclidianas em geometria
Sobre uma esfera de raio R, parametrizada pelo ângulo polar e o ângulo azimutal (θ, φ) considera-se geralmente o tensor métrico induzido pela distância euclidiana do espaço tridimensional que contém a esfera:
{\displaystyle G={\begin{bmatrix}R^{2}&0\\0&R^{2}\sin ^{2}\theta \end{bmatrix}}}
Pode demonstrar-se que mediante nenhum transformação possível de coordenadas o tensor métrico nessas coordenadas será igual ao tensor métrico do espacio euclidiano bidimensional, o qual evidencia que esse tensor representa uma geometria não euclidiana (além de sua curvatura escalar ser precisamente 1/R). Pode demonstrar-se que dada uma curva sobre uma dada esfera {\displaystyle \scriptstyle (\theta (t),\phi (t))}, seu comprimento vem a ser dado por:
{\displaystyle L_{C}=\int \limits _{A}^{B}{\sqrt {R^{2}{\dot {\theta }}^{2}+(R^{2}\sin ^{2}\theta ){\dot {\phi }}^{2}}}\ {\text{d}}t=R\int \limits _{t_{A}}^{t_{B}}{\sqrt {{\dot {\theta }}^{2}+{\dot {\phi }}^{2}\sin ^{2}\theta }}\ {\text{d}}t}
Além disso acontece que fixados dois pontos sobre a esfera a curva de distância mínima entre dois pontos, é também uma curva com curvatura mínima. O comprimento da curva mínima entre dois pontos de uma esfera pode ser obtido através de pesquisa na intersecção de um plano que contém os dois pontos e o centro da esfera, então, a intersecção entre tal plano e a esfera é um círculo grande, e, portanto, com a raio máximo R (y, portanto, de curvatura 1/R mínima).
Uma curva de curvatura mínima ou comprimento mínimo em uma variedade riemanniana é denominada geodésica, e em uma esfera pensada como variedade riemanniana os círculos máximos são curvas geodésicas.

### Métricas não euclidianas em física
De acordo com a teoria da relatividade geral em presença de matéria, a geometria do espaço-tempo não é plana, ou seja, está caracterizada por um tensor de curvatura que não é identicamente nulo em todos os pontos da variedade. Este tensor de curvatura pode ser relacionado com tensor de energia-momento que representa o conteúdo material do modelo de universo que se esteja analisando. Alguns exemplos de tensores métricos não euclidianos procedentes da teoria da relatividade geral que se usam como modelos de universo são:
- Métrica de Schwarzschild, que representa a geometria do espaço-tempo ao redor de um corpo de esférico isolado e estático (que não gira ao redor de si mesmo).
- Métrica de Friedman-Lemaître-Robertson-Walker, que acredita-se fornecer uma boa aproximação da estrutura do universo em expansão em grandes escalas.

Por exemplo, grosseiramente, a métrica solar afastada dos planetas, satélites e outras concentrações de matéria pode ser considerada como um exemplo bastante aproximado de métrica de Schwarzschild, sendo seus componentes (coordenadas quase-esféricas de Schwarzschild centradas no sol: {\displaystyle \scriptstyle (q^{0},q^{1},q^{2},q^{3})=(t,r,\theta ,\varphi )}):
{\displaystyle G={\begin{bmatrix}-c^{2}\left(1-{\frac {2GM}{c^{2}r}}\right)&0&0&0\\0&\left(1-{\frac {2GM}{c^{2}r}}\right)^{-1}&0&0\\0&0&r^{2}&0\\0&0&0&r^{2}\sin ^{2}\theta \end{bmatrix}}}
Observe-se que a submatriz de 3x3 que se refere às coordenadas espaciais é similar a uma métrica esférica diferindo só no termo {\displaystyle \scriptstyle g_{22}\neq 1}. Em coordenadas esféricas {\displaystyle \scriptstyle g_{22}=1} a métrica resulta plana e portanto representa um espaço euclidiano, entretanto, na métrica de Schwarzschild os termos {\displaystyle \scriptstyle g_{11},g_{22}} caracterizam a curvatura do espaço-tempo devido ao campo gravitacional do Sol.
Por outro lado, a métrica de Friedman-Lemaître-Robertson-Walker é considerada como podendo ser um modelo adequado do universo em escalas bem maiores que a de uma galáxia. No sistema comóvel pseudo-esférico {\displaystyle \scriptstyle (u^{0},u^{1},u^{2},u^{3})=(t,r,\theta ,\varphi )} esta métrica resulta ser:
{\displaystyle G={\begin{bmatrix}-c^{2}&0&0&0\\0&a(t){\frac {1}{1-kr^{2}}}&0&0\\0&0&a(t){\frac {r^{2}}{1-kr^{2}}}&0\\0&0&0&a(t){\frac {r^{2}\sin ^{2}\theta }{1-kr^{2}}}\end{bmatrix}}}
Para {\displaystyle \scriptstyle k\leq 0} tem-se como resultado um universo aberto que se expande sem limite, enquanto que para {\displaystyle \scriptstyle k>0} a métrica anterior descreve um universo fechado e finito que após expandir-se até um máximo colapsa sobre si mesmo dando lugar ao Big Crunch.